# إيفان أغيلار
إيفان أغيلار (بالإسبانية: Iván Aguilar Díaz)‏ (12 يونيو 1991 بينالمادينا إسبانيا - ) هو لاعب كرة قدم إسباني يلعب كمهاجم.

## روابط خارجية
- إيفان أغيلار على موقع قاعدة بيانات كرة القدم.إي يو (الإنجليزية)
- إيفان أغيلار على موقع Soccerway.com (الإنجليزية)
- إيفان أغيلار على موقع AS.com (الإسبانية)